# NHL 1934./35.
NHL-sezona 1934./35. je bila osamnaesta sezona NHL-a. 9 momčadi, podijeljeni na dvije skupine, odigrali su 48 utakmica. Pobjednik Stanleyjeva kupa je bila momčad Montreal Maroonsa, koja je u finalnoj seriji pobijedila Toronto Maple Leafse s 3:0.
Još prije nekoliko godina NHL je odbila primiti jednu momčad iz St. Louisa u NHL. Tek ove sezone kad se momčad Ottawa Senatorsa preselila u St. Louis. Nova momčad je dobila ime St. Louis Eagles. 
NHL je uvela pravilo da jedna momčad ne smije više od ukupno 62.500 $ isplaćivati igračima. A pojedinačni igrači nisu smjeli primiti plaču veću od 7.000 $.
Iz tog razloga puno igrača su promijenili momčad. Najpoznatiji igrač je bio Howie Morenz, institucija Montreal Canadiensa, navijači su bili užasnuti. 

## Regularna sezona

### Ljestvice
Kratice: P = Pobjede, Po. = Porazi, N = Neriješeno, G= Golovi, PG = Primljeni Golovi, B = Bodovi
| Kanadska divizija   | P  | Po. | N | G   | PG  | B  |
| ------------------- | -- | --- | - | --- | --- | -- |
| Toronto Maple Leafs | 30 | 14  | 4 | 157 | 111 | 64 |
| Montreal Maroons    | 24 | 19  | 5 | 123 | 92  | 53 |
| Montreal Canadiens  | 19 | 23  | 6 | 110 | 145 | 44 |
| New York Americans  | 12 | 27  | 9 | 100 | 142 | 33 |
| St. Louis Eagles    | 11 | 31  | 6 | 82  | 144 | 28 |

| Američka divizija  | P  | Po. | N | G   | PG  | B  |
| ------------------ | -- | --- | - | --- | --- | -- |
| Boston Bruins      | 26 | 16  | 6 | 129 | 112 | 58 |
| Chicago Blackhawks | 26 | 17  | 5 | 118 | 88  | 57 |
| New York Rangers   | 22 | 20  | 6 | 137 | 139 | 50 |
| Detroit Red Wings  | 19 | 22  | 7 | 127 | 141 | 45 |

### Najbolji strijelci
Kratice: Ut. = Utakmice, G = Golovi, A = Asistencije, B = Bodovi
| Igrač            | Momčad            | Ut. | G  | A  | B  |
| ---------------- | ----------------- | --- | -- | -- | -- |
| Charlie Conacher | Toronto           | 47  | 36 | 21 | 57 |
| Syd Howe         | St. Louis/Detroit | 50  | 22 | 25 | 47 |
| Larry Aurie      | Detroit           | 48  | 17 | 29 | 46 |
| Frank Boucher    | NY Rangers        | 48  | 13 | 32 | 45 |
| Busher Jackson   | Toronto           | 42  | 22 | 22 | 44 |
| Frank Boucher    | NY Rangers        | 47  | 16 | 27 | 43 |
| Art Chapman      | NY Americans      | 47  | 9  | 34 | 43 |
| Marty Barry      | Boston            | 48  | 20 | 20 | 40 |
| Sweeney Schriner | NY Americans      | 48  | 18 | 22 | 40 |
| Nels Stewart     | Boston            | 47  | 21 | 18 | 39 |

## Doigravanje za Stanleyjev kup
Sve utakmice odigrane su 1935. godine.

### Prvi krug
| Boston Bruins vs. Toronto Maple Leafs                                       | Boston Bruins vs. Toronto Maple Leafs | Boston Bruins vs. Toronto Maple Leafs | Boston Bruins vs. Toronto Maple Leafs | Boston Bruins vs. Toronto Maple Leafs | Boston Bruins vs. Toronto Maple Leafs | Boston Bruins vs. Toronto Maple Leafs |
| Datum                                                                       | Gostujuća momčad                      | Gostujuća momčad                      | Domaćin                               | Domaćin                               | Bilješke                              |                                       |
| --------------------------------------------------------------------------- | ------------------------------------- | ------------------------------------- | ------------------------------------- | ------------------------------------- | ------------------------------------- | ------------------------------------- |
| 23. ožujka                                                                  | Toronto                               | 0                                     | 1                                     | Boston                                | 2OT                                   |                                       |
| 26. ožujka                                                                  | Toronto                               | 2                                     | 0                                     | Boston                                |                                       |                                       |
| 28. ožujka                                                                  | Boston                                | 0                                     | 3                                     | Toronto                               |                                       |                                       |
| 30. ožujka                                                                  | Boston                                | 1                                     | 2                                     | Toronto                               |                                       |                                       |
| Toronto pobjeđuje seriju s 3:1 i kvalificira se za finale Stanleyevog Cupa. |                                       |                                       |                                       |                                       |                                       |                                       |

| Montreal Maroons vs. Chicago Blackhawks                                    | Montreal Maroons vs. Chicago Blackhawks | Montreal Maroons vs. Chicago Blackhawks | Montreal Maroons vs. Chicago Blackhawks | Montreal Maroons vs. Chicago Blackhawks | Montreal Maroons vs. Chicago Blackhawks | Montreal Maroons vs. Chicago Blackhawks |
| Datum                                                                      | Gostujuća momčad                        | Gostujuća momčad                        | Domaćin                                 | Domaćin                                 | Bilješke                                |                                         |
| -------------------------------------------------------------------------- | --------------------------------------- | --------------------------------------- | --------------------------------------- | --------------------------------------- | --------------------------------------- | --------------------------------------- |
| 23. ožujka                                                                 | Chicago                                 | 0                                       | 0                                       | Mtl. Maroons                            |                                         |                                         |
| 26. ožujka                                                                 | Mtl. Maroons                            | 1                                       | 0                                       | Chicago                                 | OT                                      |                                         |
| Mtl. Maroonsi pobjeđuju seriju s 1:0 gol i kvalificiraju se za drugi krug. |                                         |                                         |                                         |                                         |                                         |                                         |

| New York Rangers vs. Montreal Canadiens                                     | New York Rangers vs. Montreal Canadiens | New York Rangers vs. Montreal Canadiens | New York Rangers vs. Montreal Canadiens | New York Rangers vs. Montreal Canadiens | New York Rangers vs. Montreal Canadiens |
| Datum                                                                       | Gostujuća momčad                        | Gostujuća momčad                        | Domaćin                                 | Domaćin                                 |                                         |
| --------------------------------------------------------------------------- | --------------------------------------- | --------------------------------------- | --------------------------------------- | --------------------------------------- | --------------------------------------- |
| 24. ožujka                                                                  | Mtl. Canadiens                          | 1                                       | 2                                       | NY Rangers                              |                                         |
| 26. ožujka                                                                  | NY Rangers                              | 4                                       | 4                                       | Mtl. Canadiens                          |                                         |
| NY Rangersi pobjeđuju seriju s 6:5 golova i kvalificiraju se za drugi krug. |                                         |                                         |                                         |                                         |                                         |

### Drugi krug
| New York Rangers vs. Montreal Maroons                                                      | New York Rangers vs. Montreal Maroons | New York Rangers vs. Montreal Maroons | New York Rangers vs. Montreal Maroons | New York Rangers vs. Montreal Maroons | New York Rangers vs. Montreal Maroons |
| Datum                                                                                      | Gostujuća momčad                      | Gostujuća momčad                      | Domaćin                               | Domaćin                               |                                       |
| ------------------------------------------------------------------------------------------ | ------------------------------------- | ------------------------------------- | ------------------------------------- | ------------------------------------- | ------------------------------------- |
| 28. ožujka                                                                                 | Mtl. Maroons                          | 2                                     | 1                                     | NY Rangers                            |                                       |
| 1. travnja                                                                                 | NY Rangers                            | 3                                     | 3                                     | Mtl. Maroons                          |                                       |
| Mtl. Maroonsi pobjeđuju seriju s 5:4 golova i kvalificiraju se za finale Stanleyevog Cupa. |                                       |                                       |                                       |                                       |                                       |

### Finale Stanleyevog Cupa
| Montreal Maroons vs. Toronto Maple Leafs                        | Montreal Maroons vs. Toronto Maple Leafs | Montreal Maroons vs. Toronto Maple Leafs | Montreal Maroons vs. Toronto Maple Leafs | Montreal Maroons vs. Toronto Maple Leafs | Montreal Maroons vs. Toronto Maple Leafs | Montreal Maroons vs. Toronto Maple Leafs |
| Datum                                                           | Gostujuća momčad                         | Gostujuća momčad                         | Domaćin                                  | Domaćin                                  | Bilješke                                 |                                          |
| --------------------------------------------------------------- | ---------------------------------------- | ---------------------------------------- | ---------------------------------------- | ---------------------------------------- | ---------------------------------------- | ---------------------------------------- |
| 4. travnja                                                      | Toronto                                  | 3                                        | 2                                        | Mtl. Maroons                             | OT                                       |                                          |
| 6. travnja                                                      | Toronto                                  | 3                                        | 1                                        | Mtl. Maroons                             |                                          |                                          |
| 9. travnja                                                      | Mtl. Maroons                             | 1                                        | 4                                        | Toronto                                  |                                          |                                          |
| Mtl. Maroonsi pobjeđuju seriju s 3:0 i osvajaju Stanleyjev kup. |                                          |                                          |                                          |                                          |                                          |                                          |

### Najbolji strijelci doigravanja
Kratice: Ut. = Utakmice, G = Golovi, A = Asistencije, B = Bodovi
| Igrač            | Momčad       | Ut. | G | A | B |
| ---------------- | ------------ | --- | - | - | - |
| Baldy Northcott  | Mtl. Maroons | 7   | 4 | 4 | 5 |
| Busher Jackson   | Toronto      | 7   | 3 | 2 | 5 |
| Cy Wentworth     | Mtl. Maroons | 7   | 3 | 2 | 5 |
| Charlie Conacher | Toronto      | 7   | 1 | 4 | 5 |

## Nagrade NHL-a
| O'Brien Trophy:            | Toronto Maple Leafs                  |
| Prince of Wales Trophy:    | Boston Bruins                        |
| Calder Memorial Trophy:    | Sweeney Schriner, New York Americans |
| Hart Memorial Trophy:      | Eddie Shore, Boston Bruins           |
| Lady Byng Memorial Trophy: | Frank Boucher, New York Rangers      |
| Vezina Trophy:             | Lorne Chabot, Chicago Black Hawks    |

### All Stars momčadi
| Prva momčad                           | Pozicija        | Druga momčad                      |
| ------------------------------------- | --------------- | --------------------------------- |
| Lorne Chabot, Chicago Black Hawks     | vratar          | Tiny Thompson, Boston Bruins      |
| Eddie Shore, Boston Bruins            | obrambeni igrač | Cy Wentworth, Montreal Maroons    |
| Earl Seibert, New York Rangers        | obrambeni igrač | Art Coulter, Chicago Black Hawks  |
| Frank Boucher, New York Rangers       | centar          | Cooney Weiland, Detroit Red Wings |
| Charlie Conacher, Toronto Maple Leafs | desni vanjski   | Dit Clapper, Boston Bruins        |
| Busher Jackson, Toronto Maple Leafs   | lijevi vanjski  | Aurel Joliat, Montreal Canadiens  |
| Lester Patrick, New York Rangers      | trener          | Dick Irvin, Toronto Maple Leafs   |

## Vanjske poveznice
- Hacx.de: Sve ljestvice NHL-a  Arhivirana inačica izvorne stranice od 24. siječnja 2008. (Wayback Machine)